# Posztkolonializmus a nemzetközi kapcsolatokban
A posztkolonializmus a nemzetközi kapcsolatokban egy újfajta megközelítés a nemzetközi kapcsolatok elméletének iskolái között, amely egy bottom-up, lentről felfelé építkező rendszerszemléletet nyújt a korábban elfogadott state-down megközelítés helyett.

## Módszere
Metodológiáját tekintve is eltérő eszközöket használ, mint a korábbi hagyományos iskolák: irodalmi műveket, regényirodalmat, szépprózát, melyek a gyarmatosított országok népeinek mindennapjaival, tapasztalataival foglalkozik.
Mint iskola az 1990-es években tűnt fel, és nagy hatással volt rá az Indiából induló ún. Subaltern Studies nevű tudományos irányzat. A Subaltern Studies Group – Ranajit Guha, Dipesh Chakrabarty, Gayatri Spivak – azoknak az embereknek az életét kezdte tanulmányozni irodalmi műveiken, naplóikon keresztül, akik ezekben az országokban a társadalom legalsóbb osztályaihoz tartoztak. 
Az egyik legnagyobb hatást kifejtő posztkolonialista szerző Edward Said, aki az Orientalizmus című könyvével – a legtöbb teoretikus szerint – megalapozta a posztkolonializmust mint elméleti iskolát. 

## Kritikája
Az elmélettel szemben leggyakrabban felmerülő kritikák az általa alkalmazott metodológiát kifogásolják: az irodalmi művek tanulmányozása nem jelentős eszköz a nemzetközi kapcsolatok (IR) területén, mégis az új, posztmodern IR-elméletek, mint pl. feminizmus, élnek ezekkel a metodológiai lehetőségekkel saját kutatásaik során.

## Összefoglalás
Az iskola rámutat, hogy hogyan lehet a társadalom egyes tagjait a tudás, identitás, kultúra folyamatainak nemzetközi áramlásába bevonni, és ezt azzal a céllal teszi, hogy a legszegényebb rétegek helyzetére rávilágítson, és így javítson rajtuk.